# Cyprinella analostana
Cyprinella analostana är en fiskart som beskrevs av Girard, 1859. Cyprinella analostana ingår i släktet Cyprinella och familjen karpfiskar. Inga underarter finns listade i Catalogue of Life.